# HD216965
HD216965 — хімічно пекулярна зоря спектрального класу F0, що має видиму зоряну величину в смузі V приблизно  8,2.
Вона  розташована на відстані близько 1249,6 світлових років від Сонця.